# Научно-исследовательский институт математики и механики имени В. И. Смирнова
Нау́чно-иссле́довательский институ́т матема́тики и меха́ники и́мени акаде́мика В. И. Смирно́ва (НИИММ СПбГУ) — структурное подразделение Санкт-Петербургского государственного университета. Выполнял организационную функцию, являлся материальной базой для проведения научных исследований лабораториями института и кафедрами математико-механического факультета Университета.

## История
Создан 3 мая 1932 года постановлением Совета Народных Комиссаров РСФСР от 03.05.1932.

Распоряжением Совета Министров РСФСР N 318-р от 07 апреля 1988 года Институту присвоено имя академика В. И. Смирнова.
 Закрыт в 2011 году.

## Научная работа
Научная работа в НИИММ велась по трём фундаментальным направлениям — математика, механика и информатика.

### Математика
- Алгебра, теория чисел и математическая логика; геометрия и топология; математический анализ.
- Дифференциальные уравнения и динамические системы.
- Статистическое моделирование.
- Теория вероятностей и математическая статистика.
- Математическая физика и её приложения.
- Математическое моделирование и теоретическая кибернетика.
- Методы исследования операций.
- Математические проблемы информатики.
- Вычислительная математика.

### Механика
- Проблемы механики, общие задачи и методы механики.
- Механика жидкости, газа и плазмы.
- Механика деформируемого твердого тела.
- Комплексные и специальные разделы механики.

### Информатика (Информационные технологии и электроника)
- Интеллектуальные системы; распознавание речи, исследование влияния естественных языков на структуру языков программирования.
- Технология программирования и экспертные системы.
- Информатика, информационно-поисковые системы.

В структуре Института находилось 16 лабораторий, в штате института 142 научных сотрудника, в том числе 58 докторов и 76 кандидатов наук.
В последние годы существования обязанности директора исполнял член-корреспондент Российской академии наук, профессор Геннадий Алексеевич Леонов .

### Ведущие научные сотрудники
- академик РАН Ибрагимов И. А.
- академик РАН Морозов Н. Ф.
- член-корреспондент РАН Леонов Г. А.
- член-корреспондент РАН Плисс В. А.
- член-корреспондент РАН Индейцев Д. А.
- член-корреспондент РАН Петров Ю. В.
- член-корреспондент РАН Якубович В. А.